# Nothum
Nothum (Luxemburgs: Noutem) is een plaats in de gemeente Lac de la Haute-Sûre en het kanton Wiltz in Luxemburg.
Nothum telt 256 inwoners (2012).
Bavigne · Harlange · Kaundorf · Liefrange · Mecher · Nothum · Tarchamps · Watrange

Luxemburgse gemeenten · Kanton Wiltz · Luxemburg